# Meng Fei
Meng Fei est un présentateur de télévision chinois. Il présente l'émission Fei Cheng Wu Rao pour la chaîne de télévision JSBC.